# Grand Prix Formule 1 van Zuid-Afrika 1985
De Grand Prix Formule 1 van Zuid-Afrika 1985 werd gehouden op 19 oktober op het circuit van Kyalami. Het was de vijftiende race van het seizoen.

## Uitslag
| Positie | Nr | Rijder             | Team                   | Ronden | Tijd/Opgave         | Startplaats | Punten |
| ------- | -- | ------------------ | ---------------------- | ------ | ------------------- | ----------- | ------ |
| 1       | 5  | Nigel Mansell      | Williams-Honda         | 75     | 1:28:22.866         | 1           | 9      |
| 2       | 6  | Keke Rosberg       | Williams-Honda         | 75     | + 7.572             | 3           | 6      |
| 3       | 2  | Alain Prost        | McLaren-TAG            | 74     | + 1 Ronde           | 9           | 4      |
| 4       | 28 | Stefan Johansson   | Ferrari                | 74     | + 1 Ronde           | 16          | 3      |
| 5       | 17 | Gerhard Berger     | Arrows-BMW             | 74     | + 1 Ronde           | 11          | 2      |
| 6       | 18 | Thierry Boutsen    | Arrows-BMW             | 74     | + 1 Ronde           | 10          | 1      |
| 7       | 3  | Martin Brundle     | Tyrrell-Renault        | 73     | + 2 Rondes          | 17          |        |
| NF      | 11 | Elio de Angelis    | Lotus-Renault          | 52     | Motor               | 6           |        |
| NF      | 29 | Pierluigi Martini  | Minardi-Motori Moderni | 45     | Radiator            | 20          |        |
| NF      | 1  | Niki Lauda         | McLaren-TAG            | 37     | Turbo               | 8           |        |
| NF      | 4  | Philippe Streiff   | Tyrrell-Renault        | 16     | Ongeluk             | 19          |        |
| NF      | 12 | Ayrton Senna       | Lotus-Renault          | 8      | Motor               | 4           |        |
| NF      | 27 | Michele Alboreto   | Ferrari                | 8      | Turbo               | 15          |        |
| NF      | 7  | Nelson Piquet      | Brabham-BMW            | 6      | Motor               | 2           |        |
| NF      | 20 | Piercarlo Ghinzani | Toleman-Hart           | 4      | Motor               | 13          |        |
| NF      | 19 | Teo Fabi           | Toleman-Hart           | 3      | Motor               | 7           |        |
| NF      | 8  | Marc Surer         | Brabham-BMW            | 3      | Motor               | 5           |        |
| NF      | 24 | Huub Rothengatter  | Osella-Alfa Romeo      | 1      | Elektrisch probleem | 21          |        |
| NF      | 22 | Riccardo Patrese   | Alfa Romeo             | 0      | Ongeluk             | 12          |        |
| NF      | 23 | Eddie Cheever      | Alfa Romeo             | 0      | Ongeluk             | 14          |        |
| NS      | 33 | Alan Jones         | Lola-Hart              | 0      | Onwel               | 18          |        |

## Wetenswaardigheden
- Vanwege van de Apartheid in Zuid-Afrika boycotten tal van teams de race.

## Statistieken
| Pole-position | Nigel Mansell | Williams-Honda | 1:02.366 |
| Snelste ronde | Keke Rosberg  | McLaren-TAG    | 1:08.149 |

1960 · 1960 II · 1961 · 1962 · 1963 · 1965 · 1966 · 1967 · 1968 · 1969 · 1970 · 1971 · 1972 · 1973 · 1974 · 1975 · 1976 · 1977 · 1978 · 1979 · 1980 · 1981 · 1982 · 1983 · 1984 · 1985 · 1992 · 1993